# Classe Yuzhao
La classe Kunlun Shan o Tipo 071 (nome in codice NATO: Yuzhao), è una classe di navi da assalto anfibio di produzione cinese entrata in servizio a partire dal 2007 nei ranghi della Marina militare cinese. 
Simile per disegno e dimensioni alle unità di classe San Antonio, secondo alcune stime i suoi costi di realizzazione siano circa un terzo di quelli di quest'ultima.
Prodotta in 9 esemplari, è stata selezionata anche dalla marina militare malese.

## Caratteristiche

### Armamento
La nave è armata di un cannone da 76 mm e quattro close-in weapon system da 30 mm .

## Unità
| #                       | Nome                 | Costruttore                  | Varo              | Entrata in servizio | Flotta                 | Status          |                 |
| Marina dell'EPL         | Marina dell'EPL      | Marina dell'EPL              | Marina dell'EPL   | Marina dell'EPL     | Marina dell'EPL        | Marina dell'EPL | Marina dell'EPL |
| ----------------------- | -------------------- | ---------------------------- | ----------------- | ------------------- | ---------------------- | --------------- | --------------- |
| 1                       | 昆仑山 Kunlun Shan   | Hudong-Zhonghua Shipbuilding | 21 dicembre 2006  | 30 novembre 2007    | Mar Cinese Meridionale | Attivo          |                 |
| 2                       | 井冈山 Jinggang Shan | Hudong-Zhonghua Shipbuilding | 18 novembre 2010  | 30 ottobre 2011     | Mar Cinese Meridionale | Attivo          |                 |
| 3                       | 长白山 Changbai Shan | Hudong-Zhonghua Shipbuilding | 26 settembre 2011 | 23 settembre 2012   | Mar Cinese Meridionale | Attivo          |                 |
| 4                       | 沂蒙山 Yimeng Shan   | Hudong-Zhonghua Shipbuilding | 22 gennaio 2015   | 1 febbraio 2016     | Mar Cinese Orientale   | Attivo          |                 |
| 5                       | 龙虎山 Longhu Shan   | Hudong-Zhonghua Shipbuilding | 15 giugno 2017    | 12 settembre 2018   | Mar Cinese Orientale   | Attivo          |                 |
| 6                       | 五指山 Wuzhi Shan    | Hudong-Zhonghua Shipbuilding | 20 gennaio 2018   | 12 gennaio 2019     | Mar Cinese Meridionale | Attivo          |                 |
| 7                       | 武当山 Wudang Shan   | Hudong-Zhonghua Shipbuilding | 28 dicembre 2018  | 2020                | Mar Cinese Orientale   | Attivo          |                 |
| 8                       | Qilian Shan          | Hudong-Zhonghua Shipbuilding | 6 giugno 2019     | novembre 2020       | Mar Cinese Orientale   | Attivo          |                 |
| 9                       |                      | Hudong-Zhonghua Shipbuilding | 2023              | 2024                |                        |                 |                 |
| 10                      |                      | Hudong-Zhonghua Shipbuilding | 2023              | 2024                |                        |                 |                 |
| [[File:\|20px\|border]] |                      |                              |                   |                     |                        |                 |                 |
| 11                      | HTMS Chang           | Hudong-Zhonghua Shipbuilding | 23 dicembre 2021  | 2023                |                        |                 |                 |

## Utilizzatori
Cina
- Marina dell'Esercito Popolare di Liberazione

A dicembre 2022, 8 esemplari in servizio attivo.
 Malaysia
- Royal Malaysian Navy

Il 9 dicembre 2022, l'esemplare ordinato ha completato i test in mare.